# Elaeodendron nipensis
Elaeodendron nipensis är en benvedsväxtart som beskrevs av Johannes Bisse. Elaeodendron nipensis ingår i släktet Elaeodendron och familjen Celastraceae. Inga underarter finns listade.